# Hórusz és Széth története

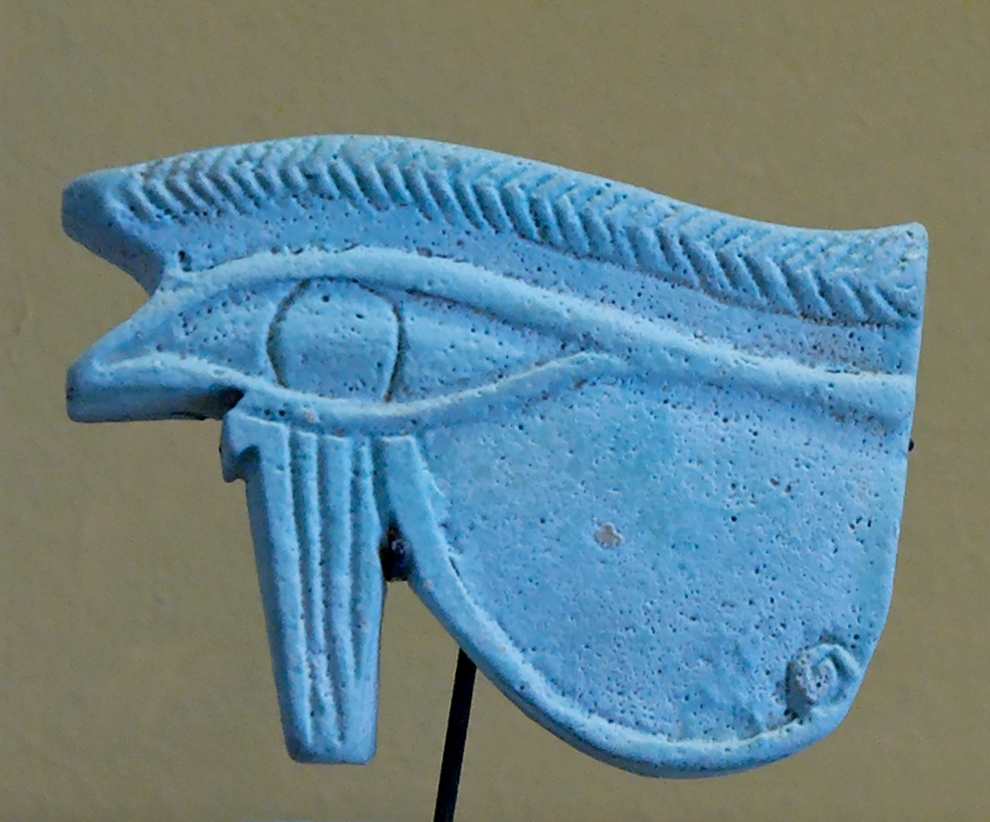
Hórusz-szem (Louvre)

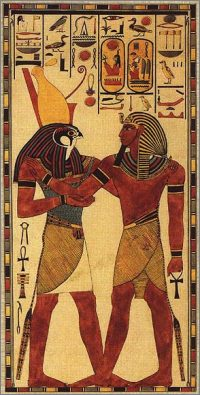
Hórusz és Széth

A Hórusz és Széth története az i. e. 12. században keletkezett óegyiptomi elbeszélés. Szövege csaknem teljességében fennmaradt a Chester Beatty I. papiruszon. Cselekménye az Ozirisz-mítoszhoz kapcsolódik, tulajdonképpen annak befejező része.

## Az istenek harca
Hórusz, amikor már úgy érezte, hogy felkészült a bosszúállásra apja gyilkosa, Széth ellen, maga köré gyűjtötte az Oziriszhez hű egyiptomiakat, s Ízisz bátorítására hadba lépett a zsarnok ellen. Széth is összetoborozta híveit, akik valamennyien különféle állatokká változtak: krokodilokból, kígyókból, vízilovakból, gazellákból állt a csapata. A kegyetlen összecsapások, véres csaták egymást érték, de egyik fél sem tudott győzedelmeskedni. Végül eljött a döntő összecsapás. A két sereg Edfu közelében mérkőzött meg egymással. A csata kavargásában Hórusz sólyom képében felemelkedett az égboltra. Átható tekintettel kereste ellenfelét a harcosok tömegében. Hirtelen víziló képében fedezte fel Széthet, akire a magasból rávetette magát, acélos körmeit vastag bőrébe mélyesztve. Széth ekkor gazellává változott, s elmenekült. Hórusz üldözőbe vette, újra és újra lecsapott rá. A kemény küzdelemben Hórusz elveszítette a bal szemét. (Az egyiptomiak Hórusz bal szemével a Holdat, jobb szemével a Napot azonosították.) 
Tágabb értelemben a Hórusz-szem az állandó megújulási képesség szimbóluma, s mint ilyen biztosítja a királyság intézményének folyamatosságát, valamint az istenek, a királyok, az élők és – a rendszeresen juttatott áldozatok révén – a holtak életét. A Hórusz-szem amuletté vált formája az udzsat-szem. A harcban Hórusz is megcsonkította Széthet, de egyiküknek sem sikerült a másik fölé kerekednie. Az istenek végül megelégelik a küzdelmet és a két ellenfelet a bíróság elé idézik. Thot először begyógyítja sérüléseiket, majd elkezdődik a tárgyalás. 
Széth kezdi a beszédet. Szerinte Hórusz nem törvényes örököse Ozirisznek, mivel Ozirisz halála után született. Az éleselméjű Hórusz ékesszólóan bebizonyítja, hogy Széth érvelése nem helytálló, ő igenis Ízisz és Ozirisz fia, s ezen a címen teljes joggal illeti meg őt a trón. Ráadásul emlékeztet nagybátyja valamennyi bűnös cselekedetére. A döntés sora ezután az isteneken van. Thot vissza szeretné adni Hórusznak atyja birodalmát, Geb viszont az ország megosztását javasolja: a Delta-vidék legyen Hóruszé, míg a Nílus-völgyet kapja meg Széth. Tekintve, hogy a fáraók Hórusztól származtatták a hatalmukat, valószínűsíthető, hogy Hórusz győzött mind a csatamezőn, mind a bíróságon.